# Google Friend Connect
Google Friend Connect是Google提供的一项在线交流服务，帮助用户与不同网站上的朋友在线交流。
Google Friend Connect是Google在2008年5月发布的一个OpenSocial应用程序，它的主要目的是简化社会化网站和非社会化网站之间的联接，使社会化应用程序及其内容的操作和显示标准化。它混合地使用了一些开放性标准，比如用OpenID登录，用oAuth控制数据和使用OpenSocial的应用程序。
Google Friend Connect是免费的，但它需要得到用户网站的批准才能使用。用户无需懂得web编程技术就在自己的网站页面上添加来自社会化网络（如Facebook，Hi5，Orkut，Plaxo，MySpace，Google Talk，Netlog等）的应用程序及其内容。
由於Google+已全面開放使用，Google公司宣佈將於2012年3月1日向所有非Blogger使用者中止此服務。